# Agatsuma-gawa
La rivière Agatsuma (吾妻川, Agatsuma-gawa) est un cours d'eau de la région de Kantō au Japon. Elle est longue de 76,22 km et draine une surface de 1 352,1 km2. Située entièrement dans la préfecture de Gunma, elle est l’un des principaux affluents du fleuve Tone.

## Géographie
La rivière prend sa source au col du Torii (1362 m d’altitude), à la limite des préfectures de Gunma et de Nagano. Elle rassemble les affluents du mont Asama et du mont Kusatsu-Shirane et se jette dans le fleuve Tone dans la ville de Shibukawa. La partie centrale du cours de la rivière est connue pour sa beauté notamment lorsqu’elle traverse les gorges de l'Agatsuma.

## Transports

### Transports ferroviaires
La ligne Agatsuma de la East Japan Railway Company longe la rivière à partir de la station Shibukawa à l’est jusqu’à la gare de Omae (terminus) à l’ouest.

### Routes
La rivière peut être longée au moyen de trois routes nationales : la route nationale 353 (à l’est), la route nationale 145 (au milieu) et la route nationale 144 (à l’ouest).

## Projet de barrage
La construction du barrage de Yamba était prévue pour 2015.
Le projet devait engloutir 316 hectares dont la cité thermale de Kawarayu Onsen provoquant le déplacement de plus de 400 foyers. Les détracteurs du projet ont opposé une « assise géologique douteuse », le risque de fragilisation du béton par les éléments acides provenant des sources chaudes en amont, la présence d’un volcan actif à proximité.
Le projet fut abandonné en 2009.